# Coseno

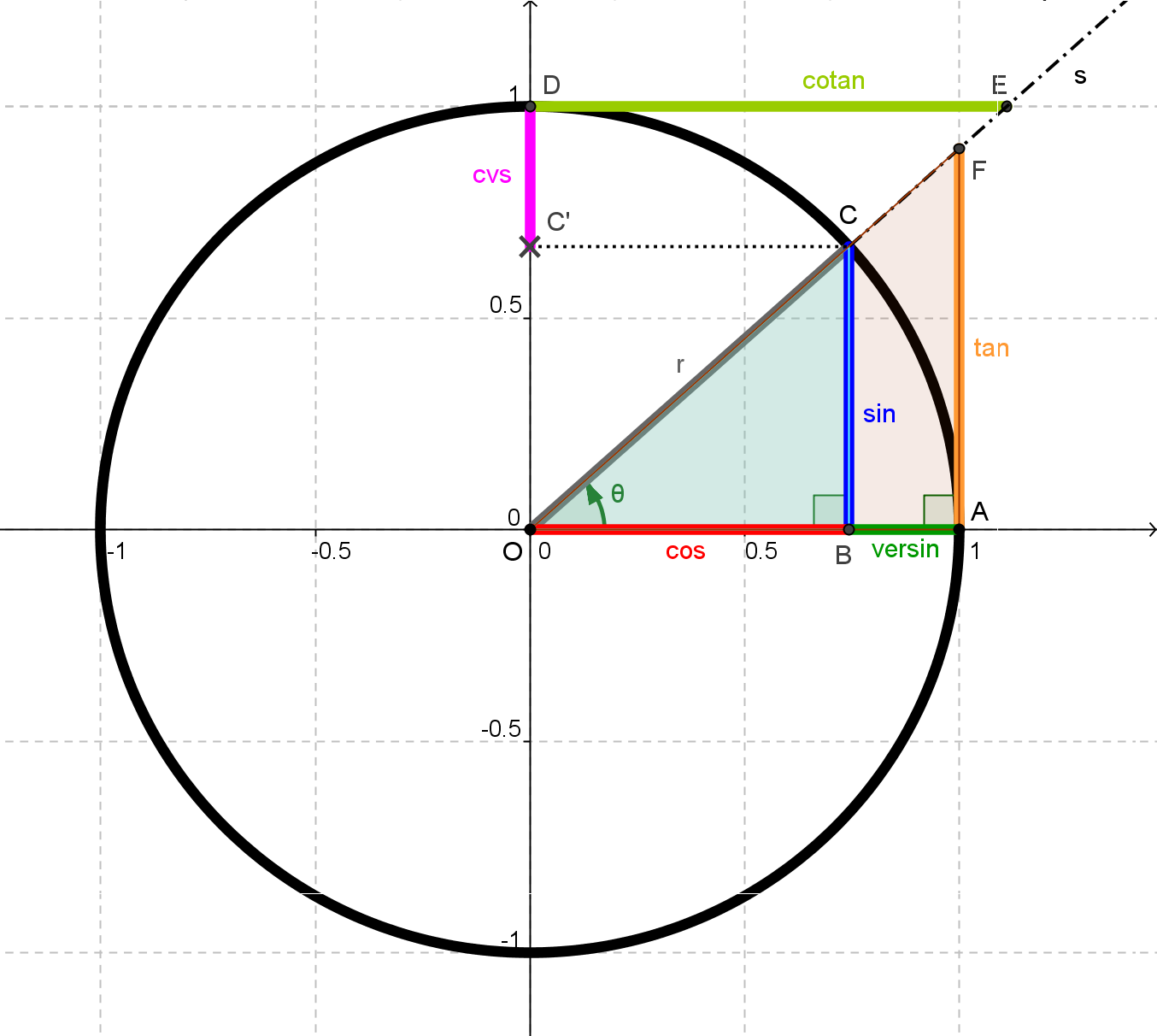
Dato un triangolo rettangolo, il coseno di un angolo acuto è definito come il rapporto tra le lunghezze del cateto adiacente all'angolo e dell'ipotenusa

In matematica, in particolare in trigonometria, dato un triangolo rettangolo, il coseno di uno dei due angoli interni adiacenti all'ipotenusa è definito come il rapporto tra le lunghezze del cateto adiacente all'angolo e dell'ipotenusa. 
Più in generale, il coseno di un angolo {\displaystyle \alpha }, espresso in gradi o radianti, è una quantità che dipende solo da {\displaystyle \alpha }, costruita usando la circonferenza unitaria.
Definendo come {\displaystyle \cos(x)} il valore del coseno nell'angolo {\displaystyle x}, si ottiene la funzione coseno, una funzione trigonometrica di fondamentale importanza nell'analisi matematica.
Si potrebbe ulteriormente affermare che il coseno è l’ascissa dell’estremo {\displaystyle P} calcolata rispetto al suo raggio unitario (della circonferenza goniometrica)
Da ciò si può dedurre che:
- per i valori compresi tra 0° e 90° il coseno del punto {\displaystyle P} diminuisce;
- per i valori compresi tra 90° e 180° il coseno del punto {\displaystyle P} diminuisce;
- per i valori compresi tra 180° e 270° il coseno del punto {\displaystyle P} aumenta;
- per i valori compresi tra 270° e 360° il coseno del punto {\displaystyle P} aumenta.

## Definizione
Nel triangolo rosso in figura, il coseno di {\displaystyle x} è dato da
{\displaystyle \cos x={\overline {OC}}.}
Più in generale, si definisce il coseno prendendo una circonferenza di raggio unitario e la semiretta uscente dall'origine che forma un angolo {\displaystyle x} con l'asse delle ascisse come in figura. Il coseno dell'angolo {\displaystyle x} è quindi definito come il valore della coordinata {\displaystyle x} del punto di intersezione tra la prima semiretta e la circonferenza (in figura, è la lunghezza del segmento {\displaystyle OC}). 
La tabella seguente elenca i principali valori notevoli assunti dalla funzione coseno:
| {\displaystyle x} in radianti | 0                 | {\displaystyle {\frac {\pi }{12}}}                   | {\displaystyle {\frac {\pi }{10}}}                   | {\displaystyle {\frac {\pi }{6}}}      | {\displaystyle {\frac {\pi }{4}}}      | {\displaystyle {\frac {\pi }{3}}} | {\displaystyle {\frac {5}{12}}\pi }                  | {\displaystyle {\frac {\pi }{2}}} | {\displaystyle \pi } | {\displaystyle {\frac {3}{2}}\pi } | {\displaystyle 2\pi } |
| {\displaystyle x} in gradi    | 0°                | 15°                                                  | 18°                                                  | 30°                                    | 45°                                    | 60°                               | 75°                                                  | 90°                               | 180°                 | 270°                               | 360°                  |
| {\displaystyle \cos(x)}       | {\displaystyle 1} | {\displaystyle {\frac {{\sqrt {6}}+{\sqrt {2}}}{4}}} | {\displaystyle {\frac {\sqrt {10+2{\sqrt {5}}}}{4}}} | {\displaystyle {\frac {\sqrt {3}}{2}}} | {\displaystyle {\frac {\sqrt {2}}{2}}} | {\displaystyle {\frac {1}{2}}}    | {\displaystyle {\frac {{\sqrt {6}}-{\sqrt {2}}}{4}}} | {\displaystyle 0}                 | {\displaystyle -1}   | {\displaystyle 0}                  | {\displaystyle 1}     |

Esiste un'ulteriore definizione di coseno in relazione alle rotazioni: il coseno di un angolo {\displaystyle x} è la componente lungo l'asse delle ascisse del versore {\displaystyle i}, versore dell'asse {\displaystyle x}, ruotato di {\displaystyle x}.

## Funzione coseno
La funzione coseno è definita associando a {\displaystyle x} il coseno dell'angolo {\displaystyle x} (rappresentato in radianti), ed è indicata con {\displaystyle f(x)=\cos x}. Poiché {\displaystyle x} e {\displaystyle x+2k\pi } definiscono lo stesso angolo per qualsiasi {\displaystyle k} intero, la funzione coseno è una funzione periodica di periodo {\displaystyle 2\pi .} La curva del grafico di questa funzione viene denominata cosinusoide. L'insieme di variabilità della funzione coseno è {\displaystyle [-1,1]}, ossia applicando tale funzione a qualunque numero reale si ottiene sempre un numero reale compreso tra {\displaystyle -1} e {\displaystyle 1}, estremi inclusi.

## Coseno e seno

Valori principali (coseno, seno)

Tra seno e coseno esiste la relazione fondamentale, detta prima relazione (o legge) fondamentale della trigonometria:
{\displaystyle \sin ^{2}x+\cos ^{2}x=1,}
che è conseguenza del teorema di Pitagora.

## Proprietà analitiche del coseno
La derivata della funzione coseno è l'opposto della funzione seno..
Si ha cioè:
{\displaystyle (\cos x)^{\prime }=-\sin x.}
Questo può essere dimostrato applicando una formula di prostaferesi per calcolare il limite del rapporto incrementale del coseno:
{\displaystyle {\frac {\cos(x+h)-\cos x}{h}}={\frac {-2\sin {\frac {2x+h}{2}}\sin {\frac {h}{2}}}{h}}=-{\frac {\sin {\frac {h}{2}}}{\frac {h}{2}}}\sin \left(x+{\frac {h}{2}}\right){\underset {h\rightarrow 0}{\longrightarrow }}-\sin x}.
La derivata seconda del coseno è la funzione stessa cambiata di segno:
{\displaystyle (\cos x)^{\prime \prime }=-\cos x,}
pertanto, la funzione coseno (così come la funzione seno) risolve l'equazione differenziale
{\displaystyle y^{\prime \prime }+y=0},
che descrive il moto di un oscillatore armonico ideale libero.
La funzione coseno è una funzione a derivate equilimitate (si ha infatti {\displaystyle |y^{(k)}|\leq 1} per ogni {\displaystyle k}), ed è pertanto analitica; la sua espansione in serie di Taylor è:
{\displaystyle \cos x=1-{\frac {x^{2}}{2!}}+{\frac {x^{4}}{4!}}-{\frac {x^{6}}{6!}}+\cdots } {\displaystyle =\sum _{n=0}^{\infty }{\frac {(-1)^{n}x^{2n}}{(2n)!}}}
per ogni {\displaystyle x} reale.
In analisi matematica questa uguaglianza è spesso usata per definire il coseno. La stessa serie definisce il coseno come funzione olomorfa su tutto il piano complesso.
La primitiva del coseno è il seno, ossia:
{\displaystyle \int \cos xdx=\sin x+c.}

## Equazioni fondamentali relative al coseno
Vale la seguente formula di addizione (e sottrazione) di archi:
{\displaystyle \cos(x\pm y)=\cos x\cos y\mp \sin x\sin y,}
e in particolare la formula di duplicazione
{\displaystyle \cos {(2x)}=\cos ^{2}x-\sin ^{2}x=1-2\sin ^{2}x=2\cos ^{2}x-1.}
La formula di bisezione per il coseno è:
{\displaystyle \cos \left({\frac {\alpha }{2}}\right)=\pm {\sqrt {\frac {1+\cos \alpha }{2}}}.}
Le seguenti sono le formule di prostaferesi relative al coseno:
{\displaystyle \cos x+\cos y=2\cos {\frac {x+y}{2}}\cos {\frac {x-y}{2}},}
{\displaystyle \cos x-\cos y=-2\sin {\frac {x+y}{2}}\sin {\frac {x-y}{2}}.}
Vale anche la catena di diseguaglianze:
{\displaystyle 0<x\cos x<\sin x<x\quad {\text{ per }}\quad 0<x<{\frac {\pi }{2}}.}
Si consideri la circonferenza unitaria, e sia {\displaystyle 0<x<\pi /2}, come in figura.
Si tracci la semiretta uscente dall'origine che forma un angolo {\displaystyle x} (antiorario) rispetto al semiasse positivo delle ascisse. Allora le coordinate del punto di intersezione {\displaystyle P} della semiretta con la circonferenza sono {\displaystyle (\cos x,\sin x)}. Si tracci il segmento che unisce {\displaystyle P} al punto {\displaystyle A=(1,0)}. Sia inoltre {\displaystyle T} il punto di intersezione tra la semiretta e la retta di ascissa {\displaystyle 1} (asse delle tangenti). {\displaystyle T} ha coordinate {\displaystyle (1,\tan x)}.
Notiamo che il triangolo {\displaystyle POA} è strettamente racchiuso nel settore circolare {\displaystyle POA}, il quale a sua volta è racchiuso strettamente nel triangolo {\displaystyle TOA}. Vale allora la diseguaglianza delle rispettive aree (si ricordi che {\displaystyle x} è l'angolo, espresso in radianti):
{\displaystyle 0<{\frac {1}{2}}\sin x<{\frac {1}{2}}x<{\frac {1}{2}}{\frac {\sin x}{\cos x}},}
ossia
{\displaystyle 0<\sin x<x<{\frac {\sin x}{\cos x}}.}
Dalla prima parte della diseguaglianza si ricava che {\displaystyle 0<\sin x<x}, mentre manipolando la seconda, dividendo cioè per {\displaystyle \sin x} (il che è possibile perché {\displaystyle \sin x>0}), si ha che:
{\displaystyle 1<{\frac {x}{\sin x}}<{\frac {1}{\cos x}},}
ossia
{\displaystyle \sin x\cos x<x\cos x<\sin x,}
dove alla fine si è moltiplicato per {\displaystyle \sin x} e per {\displaystyle \cos x}, il che preserva il verso della disuguaglianza perché sono entrambi positivi. Ricapitolando i risultati, 
{\displaystyle 0<x\cos x<\sin x<x.}
Q.E.D.
Esiste anche un'identità trigonometrica che relaziona la funzione coseno alla funzione tangente:
{\displaystyle \cos x={\frac {1-\tau ^{2}}{1+\tau ^{2}}},\quad {\text{ con }}\quad \tau =\tan {\frac {x}{2}}}.
Questa identità, chiamata formula parametrica si rivela di fondamentale importanza nella risoluzione di equazioni goniometriche in cui l'incognita figuri come argomento sia di un seno sia di un coseno (o di funzioni derivate da queste). Esiste, infatti, un'analoga identità per quanto riguarda il seno, il che permette la risoluzione dell'equazione nell'incognita {\displaystyle \tau }. Allo stesso modo, si può sfruttare questa relazione per il calcolo delle primitive di funzioni goniometriche.

## Definizioni correlate
Il reciproco del coseno (definito dove il coseno è diverso da zero) è la secante:
{\displaystyle \sec x={\frac {1}{\cos x}}.}
La funzione coseno è iniettiva sull'intervallo {\displaystyle [0,\pi ]} e ha quindi una inversa, chiamata arcocoseno (indicato con {\displaystyle \arccos } o con {\displaystyle \cos ^{-1}} che riprende la notazione della funzione inversa).

## Altre proprietà
Dalla formula di Eulero si deduce che la funzione coseno è in relazione con la funzione esponenziale e con la funzione coseno iperbolico. Infatti, per ogni numero reale {\displaystyle x} si ha 
{\displaystyle \cos x={\frac {e^{ix}+e^{-ix}}{2}}=\cosh(ix).}
In analisi complessa, applicando teorema di fattorizzazione di Weierstrass alla funzione coseno, la si può esprimere come prodotto infinito, mediante la seguente formula che vale per ogni numero complesso {\displaystyle z}
{\displaystyle \cos z=\prod _{n=1}^{\infty }\left[1-{\frac {4z^{2}}{\pi ^{2}(2n-1)^{2}}}\right].}
Un altro prodotto infinito mette in relazione il seno e il coseno: 
{\displaystyle \sin z=z\cdot \prod _{n=1}^{\infty }\cos \left({\frac {z}{2^{n}}}\right).}
Esiste anche una relazione tra funzione coseno e funzione Gamma data dal seguente integrale definito, valido per {\displaystyle n>1}:
{\displaystyle \int _{0}^{\infty }\cos(x^{n})dx=\Gamma \left(1+{\frac {1}{n}}\right)\cos \left({\frac {\pi }{2n}}\right).}
Infine, mediante la formula della frazione continua di Eulero è possibile esprimere la funzione coseno sotto forma di frazione continua:
{\displaystyle \cos x=1-{\cfrac {x^{2}}{1\cdot 2+{\cfrac {1\cdot 2\ x^{2}}{(3\cdot 4-x^{2})+{\cfrac {3\cdot 4\ x^{2}}{(5\cdot 6-x^{2})+{\cfrac {5\cdot 6\ x^{2}}{(7\cdot 8-x^{2})+\ddots }}}}}}}}.}

## Origine del nome
Il termine coseno deriva dal latino complementi sinus "seno del(l'angolo) complementare". Infatti, per angoli tra {\displaystyle 0} e {\displaystyle \pi /2}, il coseno di un angolo è il seno dell'angolo complementare, cioè 
{\displaystyle \cos x=\sin \left({\frac {\pi }{2}}\pm x\right).}
Questa relazione, che si ricava dalle formule di somma di archi, è valida per ogni {\displaystyle x}; tuttavia la nozione geometrica di angolo complementare si applica solo ad angoli positivi, e quindi compresi tra {\displaystyle 0} e {\displaystyle \pi /2}.
L'origine del nome seno (inteso nel senso di baia) risale a sua volta a una errata traduzione di un termine arabo.